# Colpostoma
Colpostoma, es un  género de coleópteros adéfagos perteneciente a la familia Carabidae.

## Especies
Comprende las siguientes especies:
- Colpostoma avinovi Semenov & Znojko, 1929
- Colpostoma centrasiaticum Semenov & Znojko, 1929
- Colpostoma darvazicum Mikhailov, 1976
- Colpostoma insigne Semenov, 1889
- Colpostoma petri Semenov & Znojko, 1929
- Colpostoma tschitscherini Semenov & Znojko, 1929
- Colpostoma turkestanicum Jedlicka, 1960